# Stora Öradtjärnen (Leksands socken, Dalarna)
Stora Öradtjärnen är en sjö i Leksands kommun i Dalarna och ingår i Dalälvens huvudavrinningsområde. Sjön har en area på 0,0807 kvadratkilometer och ligger 288 meter över havet. Sjön avvattnas av vattendraget Näverbäcken.

## Delavrinningsområde
Stora Öradtjärnen ingår i det delavrinningsområde (674434-147458) som SMHI kallar för Mynnar i Getsarvssjön. Medelhöjden är 338 meter över havet och ytan är 13,84 kvadratkilometer. Det finns inga avrinningsområden uppströms utan avrinningsområdet är högsta punkten. Näverbäcken som avvattnar avrinningsområdet har biflödesordning 4, vilket innebär att vattnet flödar genom totalt 4 vattendrag innan det når havet efter 264 kilometer. Avrinningsområdet består mestadels av skog (83 procent). Avrinningsområdet har 0,21 kvadratkilometer vattenytor vilket ger det en sjöprocent på 1,5 procent.